# Instytut Informatyki Uniwersytetu Rzeszowskiego
Instytut Informatyki Uniwersytetu Rzeszowskiego – jeden z ośmiu instytutów Kolegium Nauk Przyrodniczych Uniwersytetu Rzeszowskiego.

## Historia
Katedra Informatyki została powołana 9 czerwca 2006 r. jako jednostka naukowo-dydaktyczna Wydziału Matematyczno-Przyrodniczego Uniwersytetu Rzeszowskiego, a następnie została przekształcona 1 września 2011 r. w Instytut Informatyki, który funkcjonował w strukturze tego Wydziału do 31 października 2013 r. Od 1 listopada 2013 r. Instytut Informatyki w wyniku reorganizacji Wydziału stał się ponownie Katedrą. Po zmianie struktury organizacyjnej Uniwersytetu Rzeszowskiego 1 października 2019 roku na mocy decyzji Senatu UR, powstał Instytut Informatyki w Kolegium Nauk Przyrodniczych.

## Władze Instytutu
W kadencji 2020–2024:
| Stanowisko         | Imię i nazwisko      |
| ------------------ | -------------------- |
| Dyrektor           | dr hab. Jan G. Bazan |
| Zastępca dyrektora | dr Wojciech Rząsa    |

## Struktura organizacyjna

### Zakład Metod Przybliżonych
Samodzielni pracownicy naukowi:
- dr hab. Barbara Pękala – kierownik Zakładu
- dr hab. Urszula Bentkowska

### Interdyscyplinarne Centrum Modelowania Komputerowego
Samodzielni pracownicy naukowi:
- dr Lech Zaręba – dyrektor Centrum
- dr hab. Jan G. Bazan
- dr hab. Andrzej Łopuszański